# Salit
Salit (hebr. סלעית) – moszaw położony w samorządzie regionu Szomeron, w Dystrykcie Judei i Samarii, w Izraelu.
Leży w zachodniej części Samarii, w odległości 8 km na południe od miasta Tulkarm.

## Historia
Osada została założona w 1979.